# Chrysanthemum indicum
Chrysanthemum indicum,  es una especie de hierba anual  de la familia Asteraceae y del género Chrysanthemum. Es originaria de Asia donde se distribuye por China, Japón en Honshu, Kyushu, Shikoku; Corea y Taiwán.

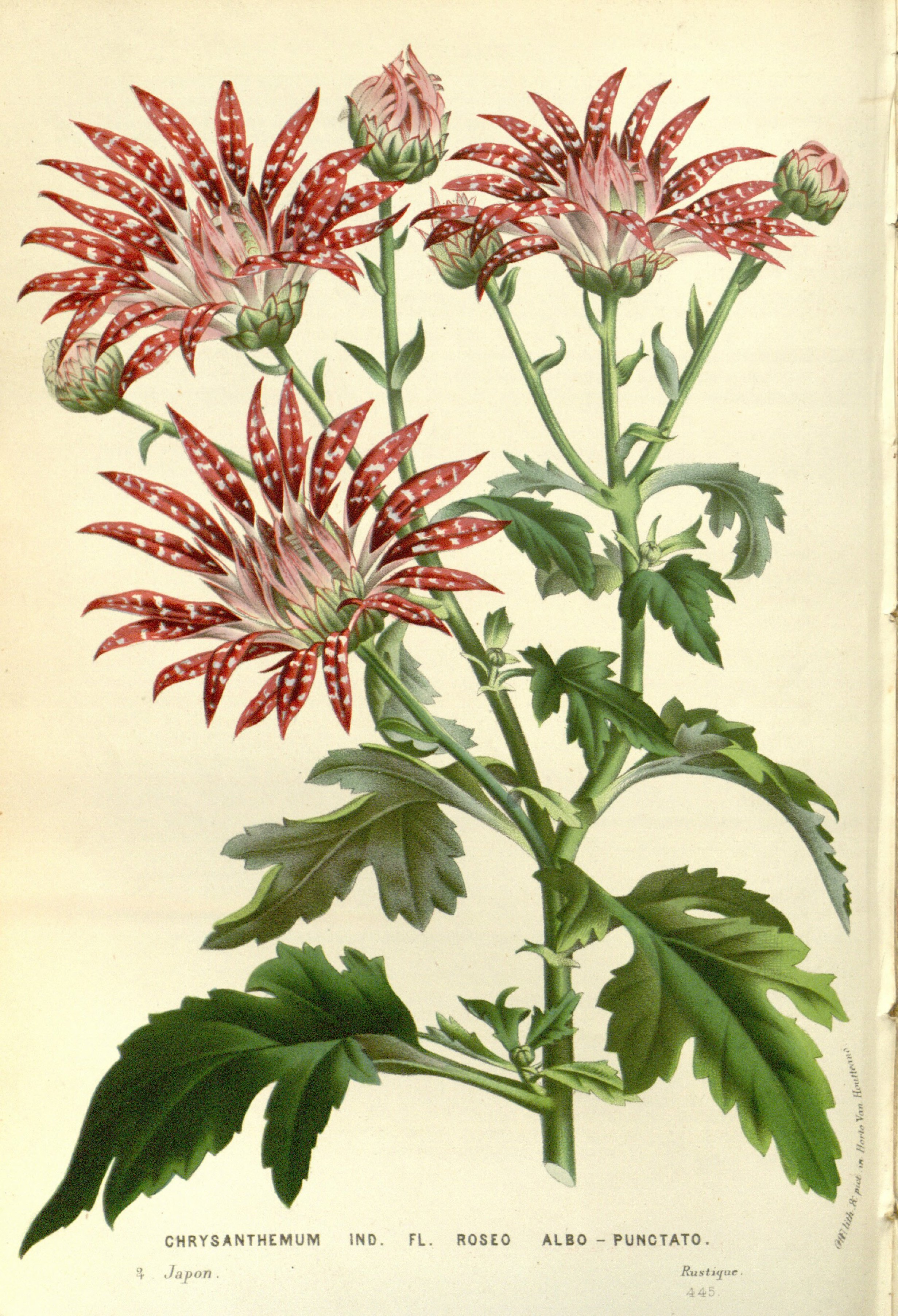
Ilustración

## Propiedades
Principios activos: contiene polifenoles derivados del ácido cafeico; flavonoides: flavona, flavononas, chalcona, aurona. Saponósidos: crisantelinas A y B.
Indicaciones: Destacan sus efectos colerético y hepatoprotector. Además presenta acción como vasodilatador periférica, bradicardizante, antihipertensivo y antifibrinolítico, antiinflamatorio e hipocolesterolemiante. Vermífugo, sedante. Indicado para colecistopatías crónicas, hepatitis, cirrosis, disquinesias hepatobiliares, colecistitis, colelitiasis, arteritis, enfermedad de Raynaud, secuelas post-infarto, afecciones retinianas vasculares, taquicardia, hipertensión arterial, hipercolesterolemias, prevención de tromboembolismos. Usado como colirio en afecciones oculares.
Contraindicado con obstrucción de las vías biliares.
Se usan las sumidades floridas. Infusión (hepatoprotector y colerético): infusión al 3-6 %, dos tazas al día media hora antes de las comidas. Comenzar gradualmente el tratamiento, hasta llegar a la posología propuesta. Infusión (urolitiasis): Infusión al 6-8%, dos tazas al día. Infusión (trastornos vasculares): al 6-8 %, dos tazas al día los primeros 10 días. Después aumentar hasta 10 g durante 20 días más. En todos los casos, es importante realizar tratamientos intermitentes: 15-30 días, seguidos de descanso durante 1-2 meses.

## Taxonomía
Chrysanthemum indicum fue descrita por Carlos Linneo y publicado en Species Plantarum 2: 889. 1753.
Etimología
Chrysanthemum: nombre genérico que ya era usado por Plinio el Viejo con el nombre de  χρυσάνθεμο, crisantemo = "flor de oro" : del griego  χρυσός chrysos = "oro" y el  ἄνθος, anthos = "flor".
indicum: epíteto latino que significa "del Océano Índico".
Sinonimia:
- Dendranthema indicum (L.) Des Moul.[2]